# Kraiberg
Der Kraiberg (auch Kreiberg oder Greinberg) ist ein 371 m hoher Berg nahe der oberfränkischen Stadt Baunach. Er ist die südlichste Erhebung des Kraibergrückens und somit der Zeilberge (Altensteiner Rhätolias-Rücken) zwischen den Flüssen Baunach und Itz. Der Kraiberg gehört zum südwestlichen Itz-Baunach-Hügelland und ist Teil des Naturparks Haßberge. Der mehrere Millionen Jahre alte Berg besteht vorwiegend aus Keuper (Fränkisches Keuper-Lias-Land). Der Kraiberg wird neben dem Stiefenberg auch als zweiter Hausberg der Stadt Baunach angesehen.
Auf dem Kraiberg befindet sich in Richtung Süden das Hubertusdenkmal zu Ehren des Heiligen Hubertus. Der dortige Aussichtspunkt Greinbergblick bietet eine hervorragende Fernsicht sowohl auf Baunach, Bamberg und das Main-Regnitz-Tal als auch auf den Staffelberg, die Fränkische Schweiz und die südlichen Ausläufer der Haßberge.

## Geschichte
Der Kraiberg wurde bereits vor einigen Jahrtausenden – ähnlich wie der nahe gelegene Staffelberg – bewohnt. Neben Keltensiedlungen wurden auch Hügelgräber entdeckt.

## Flora und Fauna
Der Kraiberg ist mit Mischwald (hauptsächlich jedoch Laubbäume) bewaldet. An den tiefer gelegenen Hängen wurde früher Wein, danach Hopfen angebaut und wird bis heute Landwirtschaft betrieben.
An den Hängen des Kraibergs wurde als Teil eines zusammenhängenden (Streuobst-) Wiesen-Magerrasen-Komplexes das etwa 95 Hektar große  FFH-Schutzgebiet und Naturschutzgebiet Hänge am Kraiberg ausgewiesen. Zahlreiche seltene Tier- und Pflanzenarten sind dort heimisch, darunter die beiden im Anhang II der FFH-Richtlinie gelisteten Schmetterlingsarten Heller Wiesenknopf-Ameisenbläuling (Phengaris teleius, syn. Maculinea teleius) und Dunkler Wiesenknopf-Ameisenbläuling (Phengaris nausithous, syn. Maculinea nausithous).
Die ausgedehnten Obstwiesen beherbergen u. a. mit dem Purpurroten Agatapfel, der Bamberger Kugelbirne, der Gelbgrauen Rosenbirne und der Staffelsteiner Beckenbirne eine Reihe pomologischer Besonderheiten.

## Tourismus
Der mit Wanderwegen und Radwegstrecken gut erschlossene Bergrücken ist ein beliebtes Ausflugsziel. Die Naturparkverwaltung hat zahlreiche Informationstafeln für nicht ortskundige Wanderer aufgestellt.